# 크다주

크다 주의 깃발

크다 주의 문장

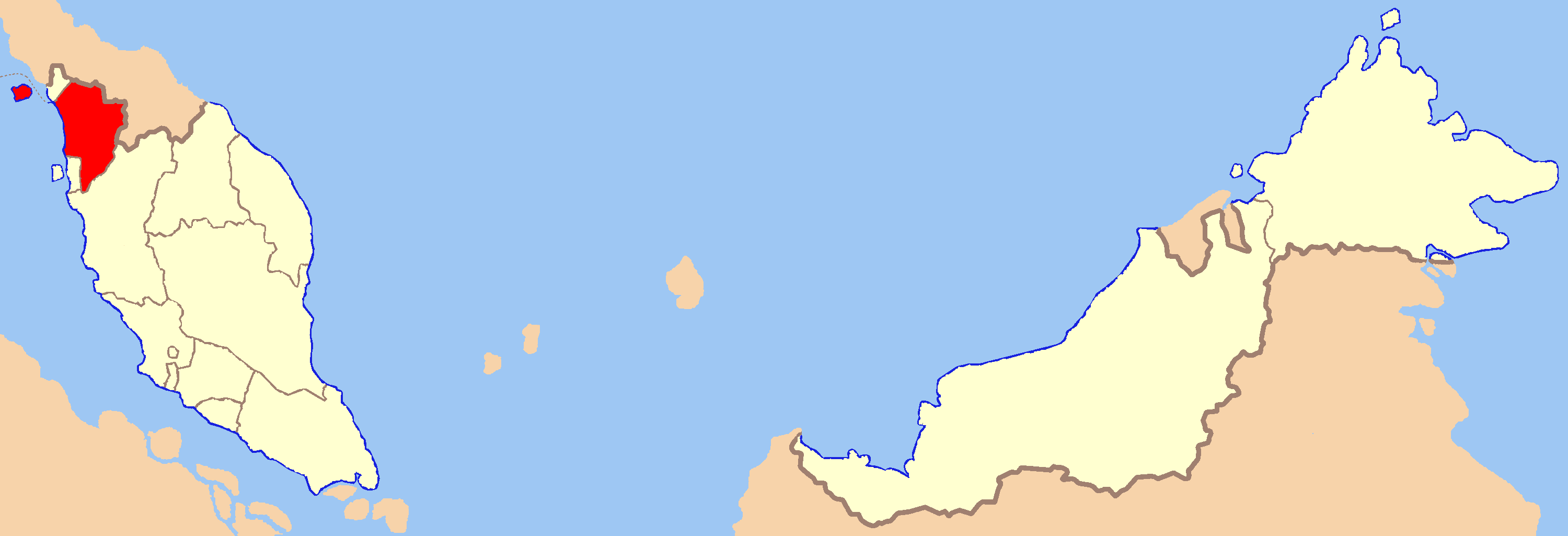
크다 주의 위치

크다(말레이어: Kedah, 자위: قدح)는 말레이시아 반도의 북서쪽 부분에 위치한, 말레이시아의 주이다. 랑카위 섬을 더하여, 주의 면적은 9,425km2이며 거의 쌀이 자라는 평야 지대로 구성되어 있다. 샴족의 영향 아래 있었을 때 샴어(태국어)로 싸이부리(syburi, 태국어: ไทรบุรี)로 불렸다. 인구는 1,778,188명이고 주도는 알로르스타르이다. 페두 호는 크다 주에서 가장 큰 호수이다.

## 지리
북쪽에는 프를리스주, 태국의 송클라 주, 얄라 주와 국경을 접하고 있으며 남쪽과 남서쪽에는 각각 페락주와 풀라우피낭 주가 있다. 서부는 지형이 가파르고 삼림이 빽빽하게 우거져 있으며 동부에는 페락 주와, 태국으로부터 이곳을 사실상 고립시키는 빈탕 산맥이 있다. 산맥과 서부 해안 사이에 16km 정도 뻗은 비옥한 농장의 저지대에는 짧은 크다·무다 강이 가로지르고 있다.

## 역사
한때 피낭에 포함된 술탄령으로서 종주국인 태국의 통치하에 있다가 1909년 영국 고문관을 두고 비연방 말레이 주 연합의 일원이 되었다. 제2차 세계 대전 동안에는 일시적으로 태국에 합병되었지만 곧 말레이 연방에 합류했다.

## 산업

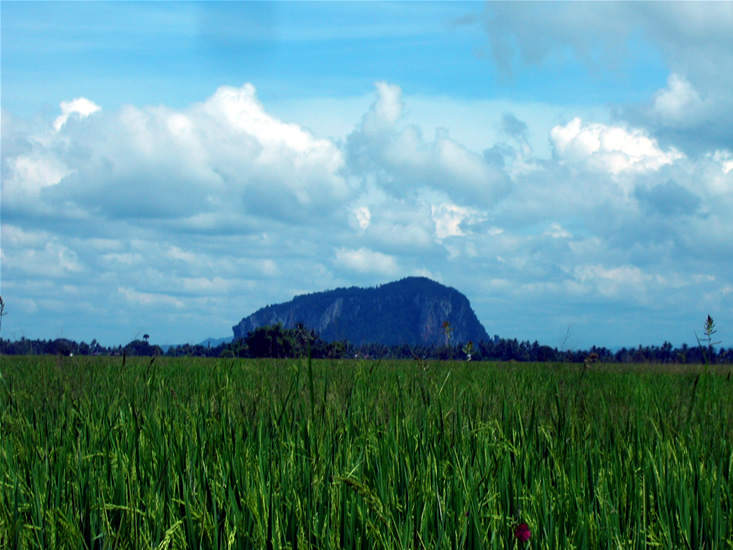
크다 주의 벼 경작지

1970년 무다 관개계획사업이 완성되었다. 키 큰 담수 늪지림과 약간의 석회석 광맥이 있는 케다 충적평원은 이 나라의 주요 쌀 생산지역 중의 하나이다. 대규모 소택지 개간사업이 쿠방파수에서 시작되었다. 20세기초 무다 강 주변의 기복이 많은 저지대에서 고무재배단지가 개발되어 인도의 타밀족 출신 노동력이 많이 유입되었다. 이들은 현재 이곳과 파타니 강 유역에서 살고 있다. 국내 수요를 충당하기 위해 코코야자를 재배한다. 캄풍카랑안(Kampung Karangan)에서 주석과 텅스텐이 채굴되고 스밀링(Semiling)과 투파(Tupah)에서 철광석이 발견되었다. 오랫동안 고립되어 있다가, 남쪽과 주석·고무 지대를 연결하는 주요 도로와 철도가 건설되면서 개방되었다. 술탄 주재지이자 주도인 알로르스타르에 공항이 하나 있다. 주요수출품으로는 고무·쌀·타피오카·주석을 꼽을 수 있다. 쌀 가공이 주요 공업이며 고속도로를 따라 중국인들이 경영하는 소규모의 정미공장들이 퍼져 있다.

## 인종
주민은 말레이인이 우세하나 지트라·발링·쿨림 등의 상업 도시에는 중국인들이 현저히 많이 살고 있다.

## 관광
픙칼란부장(Pengkalan Bujang) 지역에는 고고학적인 발굴품들이 많다. 북서쪽의 랑카위 제도는 관광지로서 인기가 높다.

## 같이 보기
- 제임스 C. 스콧